# صحراء طهار

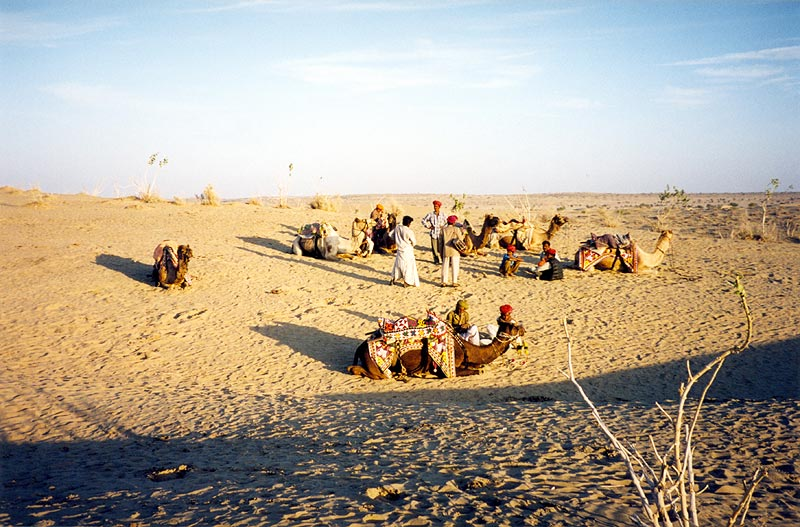
منظر للصحراء

صحراء طهار أو صحراء الهند الكبرى هي مساحة صحراوية تجاوز 200 ألف كيلو متر مربع وتقع إلى شمال غرب شبه القارة الهندية وتغطي كل من الهند وباكستان وهي سابع أكبر صحاري العالم وتمتد من جنوب إقليم البنجاب الهندية مرورا بإقليم راجستان وقوجرات إلى إقليم السند في باكستان وتجاورها صحراء كولستان.
يحدها من الشمال نهر ومن الشرق جبال أرفلي ومن الجنوب بمستنقع ملحي (سبخة) يسمى رانكتش يعده البعض من ضمن الصحراء ومن الغرب نهر السند وتتخلل الصحراء بعض التلال والسبخات والبحيرات كما يعبر نهر لوني، وأثناء الأبحاث الجيولوجية وجد بها بعض عظام الديناصورات التي تعود إلى قبل نحو 300 مليون سنة.